# Biggequellgebiet
Koordinaten: 50° 55′ 40″ N, 7° 49′ 20″ O

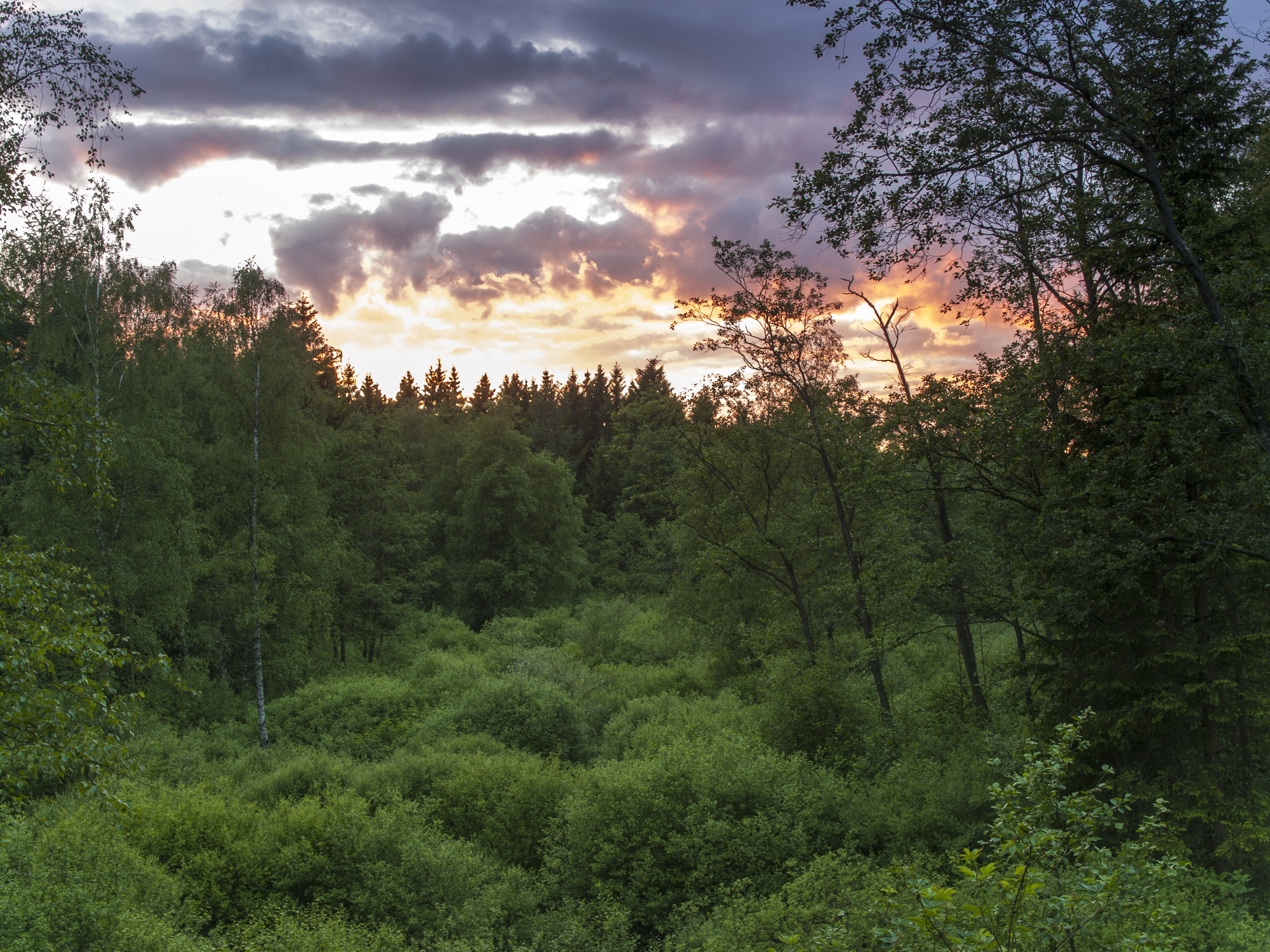
Naturschutzgebiet Biggequellgebiet (Juni 2014)

Das Naturschutzgebiet Biggequellgebiet liegt im Landkreis Altenkirchen (Westerwald) in Rheinland-Pfalz. Das 67,54 ha große Gebiet, das im Jahr 2000 unter Naturschutz gestellt wurde, erstreckt sich westlich von Römershagen, einem Ortsteil der Gemeinde Wenden, entlang der Bigge an der Grenze zu Nordrhein-Westfalen. Am westlichen Rand des Gebietes verläuft die Kreisstraße 83.